# いすゞ自動車南九州
いすゞ自動車南九州株式会社（いすずじどうしゃみなみきゅうしゅう、略称：いすゞ南九州）は、かつて存在したいすゞ自動車の販売会社。九州運輸局（熊本、鹿児島並びに宮崎の南九州3県）管轄区域を販売エリアとし、本社を鹿児島県鹿児島市に置いていた。いすゞネットワーク株式会社（現・いすゞ自動車販売）の100%子会社であった。いすゞ製の産業エンジン、マリンエンジンも取り扱っていた。

## 沿革
- 1947年（昭和22年）1月 - 南九州いすゞ自動車販売株式会社を創立。本社は熊本市に設置。
- 1952年（昭和27年）3月 - 南九州いすゞ自動車株式会社へと商号を変更。
- 1953年（昭和28年）6月 - 宮崎県域を営業エリアとして、宮崎いすゞ自動車株式会社を設立し、分離。
- 1955年（昭和30年）
  - 4月 - 鹿児島県域を営業エリアとして、鹿児島いすゞ自動車株式会社を設立し、分離。
  - 5月 - 商号を南九州いすゞ自動車から熊本いすゞ自動車株式会社へ変更。
- 1960年（昭和35年）7月 - 熊本県域を営業エリアとする、小型車を取り扱う銀杏いすゞモーター株式会社を設立。
- 1962年（昭和37年）8月 - 鹿児島県域を営業エリアとする、小型車を取り扱う新鹿児島いすゞモーター株式会社を設立。
- 1994年（平成6年）1月 - 熊本いすゞ自動車が銀杏いすゞモーターを吸収合併。
- 1999年（平成11年）7月 - 新鹿児島いすゞモーター、鹿児島いすゞ自動車及び宮崎いすゞ自動車の3社が新設合併し、商号を南九州いすゞ自動車株式会社に変更。
- 2002年（平成14年）7月 - 南九州いすゞ自動車と熊本いすゞ自動車が新設合併し、商号をいすゞ自動車南九州株式会社へ変更。本社は鹿児島市に設置。
- 2007年（平成19年）2月 - いすゞネットワークの完全子会社となる。
- 2009年（平成21年）7月 - 宮崎サービスセンター（宮崎支店）が国交省の表彰事業である平成21年度「環境に優しい自動車整備工場等」宮崎運輸支局長表彰を受賞[1]。
- 2010年（平成22年）10月 - いすゞ自動車九州へ吸収統合。

## 事業所所在地

### 鹿児島県
- 本社 - 鹿児島市谷山港3丁目1番34号
- 鹿児島支店 - 鹿児島市谷山港3丁目1番34号
- 霧島支店 - 霧島市隼人町真孝536-1
- 川内支店 - 薩摩川内市水引町3165
- 鹿屋支店 - 鹿屋市今坂町10015
- 大島営業所 - 奄美市名瀬浦上字又ノ田1307番1

### 宮崎県
- 北部支店 - 宮崎県東臼杵郡門川町大字加草428-1
- 宮崎支店 - 宮崎市大字島之内井手下7242-1
- 都城支店 - 都城市神之山町2225

### 熊本県
- 熊本支店 - 熊本市南高江3丁目2-105
- 八代支店 - 八代市宮地町1678
- 人吉支店 - 人吉市上林町868-1
- 天草支店 - 天草市本渡町大字広瀬1660-1
- 大津支店 - 熊本県菊池郡大津町室1501